# Интранаркозное пробуждение

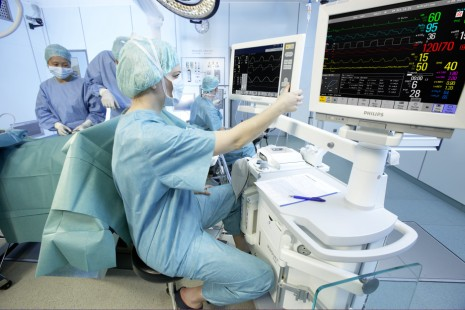
Модульная анестезиологическая система FLOW-i MAQUET.
Состоит из наркозного аппарата с испарителями для ингаляционных анестетиков и монитора состояния пациента.

Интранаркозное пробуждение (от лат. intra — внутри и др.-греч. νάρκωσις — онемение, оцепенение) — осложнение при проведении общей анестезии. Возникает из-за недостаточности одного из компонентов общей анестезии — медикаментозного сна, вследствие неправильно выбранной тактики и введения анестезии, неисправности медицинского оборудования (дозаторов, наркозного аппарата), а также индивидуальных особенностей пациента (выработанной толерантности к какой-либо из групп седативных препаратов: диазепам, пропофол, мидозолам, тиопентал натрия, ГОМК).
Интранаркозное пробуждение используется при проведении нейрохирургических операций на головном мозге, когда пациента выводят из медикаментозного сна, для проведения определённых тестов. Как правило, пациенты могут не помнить об этом после окончания операции.

## Частота возникновения

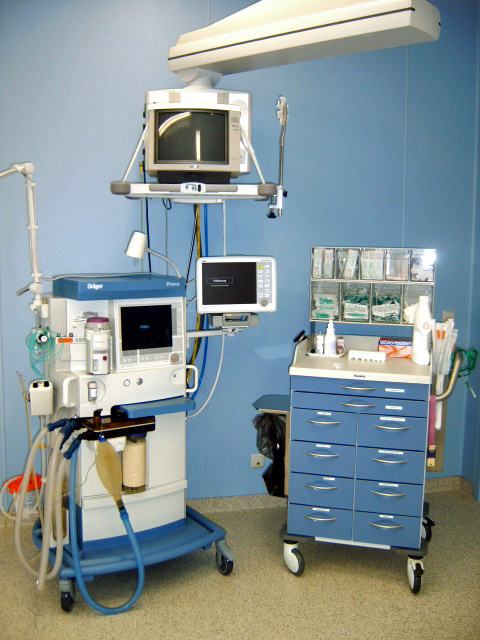
Наркозно-дыхательный аппарат Primus фирмы Drager c установленным испарителем ингаляционного анестетика — изофлурана (колба с сиреневой крышкой) и монитором состояния пациента.

Установить факт интранаркозного пробуждения тяжело, потому что оно является только субъективными ощущениями пациента. Часто пациенты воспринимают выход из наркоза как интранаркозное пробуждение.
В настоящие время мониторы состояния пациента позволяют оценить глубину общей анестезии и обезболивания, контролируя такие показатели, как сердцебиение и артериальное давление (увеличение частоты сердечных сокращений и повышение артериального давления говорят о появлении болевой чувствительности или уменьшении уровня глубины седации).
Частота возникновения интранаркозного пробуждения составляет от 0,2 % до 0,4 % из всех операционных вмешательств, для проведения которых прибегают к общей анестезии. 58 % «проснувшихся» пациентов не чувствовали боли, 94 % испытывали страх и панику.
Одно исследование показало, что это явление происходит в 1 или 2 случаях на 1000 пациентов (0,13 %). Однако другое исследование показало, что осложнение возникает у  1 из 14560 пациентов (0,0068 %).

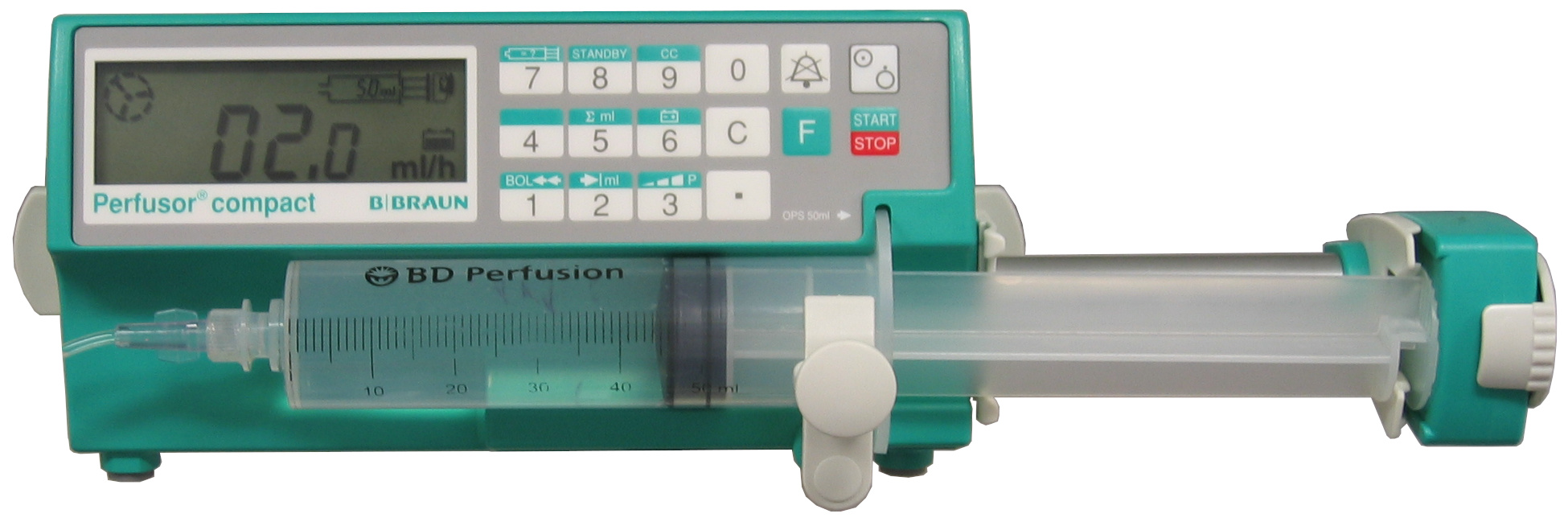
Шприцевой дозатор Perfusor фирмы B. Braun

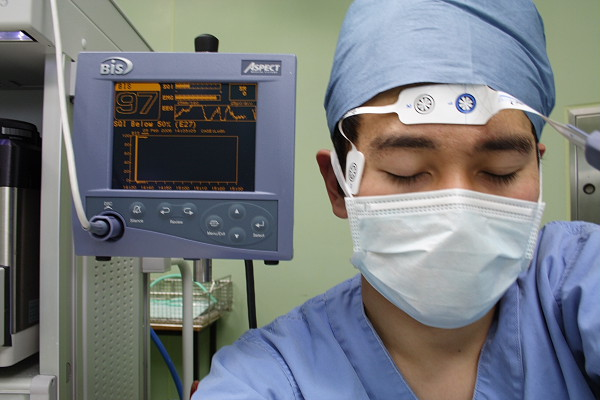
BIS-монитор глубины седации.

## Виды интранаркозного пробуждения
Разделяют два вида данного осложнения:
1) понимание — когда пациент реагирует на команды или слышит происходящие в операционной, но не может вспомнить данного события после окончания наркоза;
2) воспоминание — когда пациент после окончания общей анестезии помнит разговоры персонала и то, что с ним происходило.
Наиболее травматичным последствием данного осложнения является восстановление полного сознания в сочетании с ощущением боли от хирургического вмешательства, которое возникает при недостаточности двух компонентов общей анестезии — анестезии и медикаментозного сна.
В менее тяжёлых случаях пациенты имеют смутные воспоминания разговоров, событий, боли, давления или затруднённого дыхания.

## Последствия
Самые тяжёлые последствия возникают при восстановлении полного сознания и ощущения боли. У некоторых пациентов возникало посттравматическое стрессовое расстройство, ведущее в дальнейшем к возникновению кошмаров, бессонницы, самоубийства.
При этом в исследовании, проведённом в Швеции в 2002 году на 9 пациентах с диагностированным интранаркозным пробуждением, только один отмечал ощущение боли во время операции.

## Причины и факторы риска

### Использование миорелаксантов без применения седатации и анестетиков
Основной и самый опасный фактор риска возникновения данного осложнения — это введение миорелаксантов без применения препаратов для медикаментозного сна и анестетиков на первом и втором этапе общей анестезии. При этом пациент из-за релаксации мышц не может самостоятельно дышать, открывать глаза или каким-либо образом сообщить персоналу о своём состоянии.

### Короткая анестезия при малых операциях
Возникает из-за недостаточности доз анестетиков и седативных препаратов, когда анестезиолог старается обеспечить «лёгкий наркоз».

### Неисправности оборудования или анестезиологические ошибки

#### Человеческие ошибки
- Неоднократные попытки интубации, во время которых может закончиться действие седативных препаратов.
- Неадекватное дозирование препаратов, обеспечивающих поддержание общей анестезии, или неправильное сочетание препаратов (введение антидотов к седативным препаратам).
- Неадекватный или неполный мониторинг состояния здоровья пациента.
- Неопытность анестезиолога или членов анестезиологической бригады.
- Неиспользование BIS-монитора начинающими анестезиологами.
- Отсутствие адекватной подготовки оборудования и предварительных тестов[12].

#### Неисправность оборудования
- Неисправность наркозного аппарата и испарителей анестетиков.
- Неисправность мониторов состояния пациента, мониторов газовой смеси, а также BIS-монитора.
- Неисправность медицинских дозаторов.

### Физиологические особенности пациента
Очень редкая причина возникновения интернаркозного пробуждения — это толерантность пациента к определённым группам наркотических препаратов, используемых в анестезиологической практике. Устойчивость к воздействию анестетиков из-за возраста, ожирения, табакокурения, долгосрочного употребления алкоголя, опиатов, амфетаминов.

## Предупреждение возникновения
Уменьшить риск возникновения интранаркозного пробуждения можно с помощью более тщательного сбора анамнеза пациента, контроля дозирования наркотических анестетиков и седативных препаратов, использования BIS-монитора, позволяющего контролировать глубину седатации пациента. Постоянное наблюдение за показателями функционирования организма пациента во время общей анестезии и операции, такими как сердцебиение и давление (увеличение частоты сердечных сокращений и повышение артериального давления говорит о появлении болевой чувствительности или уменьшении уровня глубины седации).

Препараты, используемые для внутривенной седации
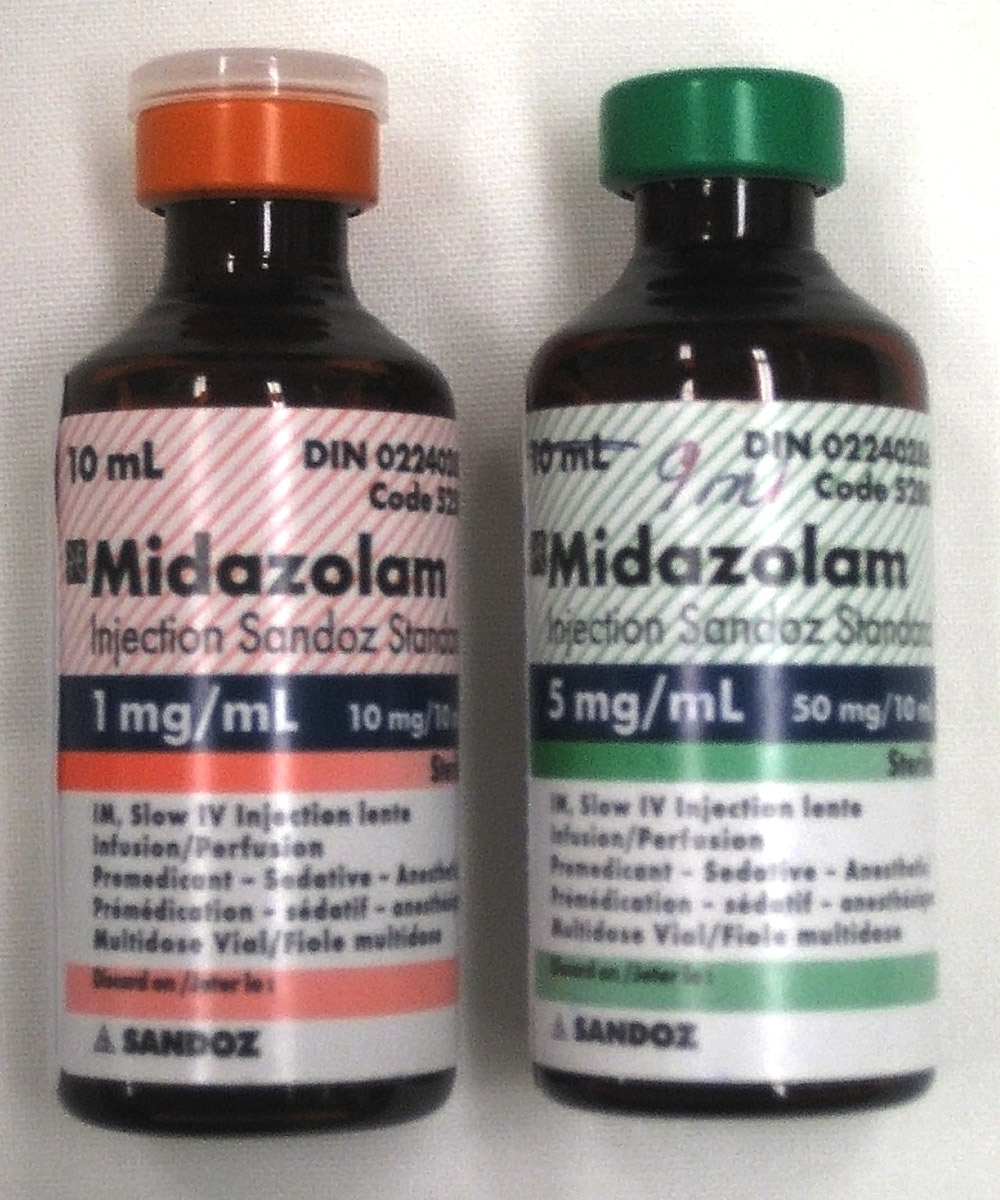
Инъекционный мидазолам в дозах 1 мг/мл и 5 мг/мл.
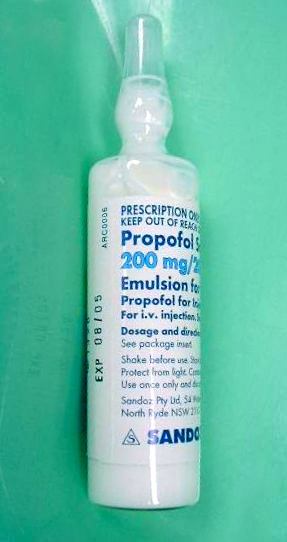
Пропофол